# گربه‌خوان نوک‌دندانی
گربه‌خوان نوک‌دندانی (نام علمی: Scenopooetes dentirostris) نام یک گونه از تیره مرغ کریچ‌ساز است.